# Мікаель Перейра
Мікаель Перейра (фр. Michaël Pereira, нар. 8 грудня 1987, Париж) — французький футболіст, нападник турецького «Коджаеліспора».

## Ігрова кар'єра
Народився 8 грудня 1987 року в передмісті Парижа в родині вихідців із Кабо-Верде. Вихованець футбольної школи «Блан Месніль». У дорослому футболі дебютував 2008 року виступами за команду четвертого французького дивізіону «Альфортвіль», в якій провів досить успішний і результативний сезон.
2009 року уклав контракт з іспанською «Мальоркою». Провівши сезон за другу команду клубу, наступного року дебютував в іграх його головної команди в Ла-Лізі. У складі команди з Балеарських островів регулярно отримував ігровий час, хоча результативністю не відзначався. 2012 року команда втратила місце в елітному дивізіоні, і нападник продовжив захищати її кольори на рівні Сегунди. Повертався до Ла-Ліги у сезоні 2013/14, протягом якого на умовах оренди грав за «Гранаду».
Влітку 2016 року на правах вільного агента приєднався до турецького клубу «Єні Малатьяспор», за який відіграв три роки.
Протягом 2019–2021 років грав у Румунії за «ЧФР Клуж». В обох проведених у цій команді сезонах здобував із нею титул чемпіона Румунії.
2021 року повернувся да Туреччини, на умовах однорічного контракту приєднавшись до «Коджаеліспора».

## Титули і досягнення
- Чемпіон Румунії (2):

«ЧФР Клуж»: 2019-2020, 2020-2021